# Богаевский, Юрий Вадимович
Юрий Вадимович Богаевский (укр. Юрій Вадимович Богаєвський; род. 25 апреля 1942, село Дерновка, Барышевский район) — украинский дипломат. Чрезвычайный и Полномочный Посол Украины.

## Биография
Родился 25 апреля 1942 года в селе Дерновка Барышевского района Киевской области.
В 1958—1960 годах — работа в типографии издательства ЦК КП Украины «Советская Украина».
В 1960—1961 годах — рабочий Киевского тарного завода № 1.
В 1961—1962 годах — студент киевского пединститута иностранных языков.
В 1962—1965 годах — военная служба.
В 1965—1967 годах — обучение на стационарном отделении киевского пединститута иностранных языков.
В 1967—1969 годах — студент-заочник.
С 1967 по 1968 год — печатник Киевской типографии № 7, младший редактор издательства «Советская школа».
С 1968 по 1973 год — редактор отдела рекламы и распространения, старший редактор республиканского специализированного издательства «Высшая школа».
С 1973 по 1975 год — атташе, 3-й, 2-й секретарь отдела прессы МИД Украинской ССР.
С 1975 по 1978 год — первый секретарь, помощник министра иностранных дел Украинской ССР.
С 1978 по 1982 год — сотрудник Секретариата ООН по квоте Украины (г. Нью-Йорк).
С 1982 по 1985 год — 1-й секретарь отдела международных экономических организаций МИД Украинской ССР.
С 1985 по 1991 год — 1-й секретарь посольства СССР в Канаде от МИД УССР.
С 1991 по 1992 год — советник отдела двусторонних связей и регионального сотрудничества МИД Украины.
С 1992 по 1993 год — заведующий отделом США и Канады, и. о. заместителя начальника Управления двусторонних отношений МИД Украины.
С 1993 по 1996 год — начальник Управления стран Европы и Америки МИД Украины.
С 1996 по 1998 год — заместитель постоянного представителя Украины при ООН.
С 1998 по 2000 год — Генеральный консул Украины в Нью-Йорке (США).
С апреля 2000 по август 2001 года — начальник 3-го территориального управления МИД Украины.
С 2 августа 2001 по 14 июня 2006 года — Чрезвычайный и Полномочный Посол Украины в Федеративной Республики Бразилия.
С 6 июня 2002 по 3 апреля 2006 года — Чрезвычайный и Полномочный Посол Украины в Республики Эквадор по совместительству.
С 6 июня 2002 по 14 июня 2006 года — Чрезвычайный и Полномочный Посол Украины в Республике Боливия по совместительству.
С 6 июня 2002 по 14 июня 2006 года — Чрезвычайный и Полномочный Посол Украины в Боливарианской Республике Венесуэла по совместительству.
С 6 мая по 14 июня 2006 года — Чрезвычайный и Полномочный Посол Украины в Кооперативной Республике Гайана по совместительству.
В отставке с 2006 года.

## Дипломатический ранг
- Чрезвычайный и Полномочный Посол Украины (14 декабря 2005)[6]

## Награды и знаки отличия
- Орден «За заслуги» III степени (1999)
- Почётная грамота МИД Украины (2000)
- Орден Федеративной Республики Бразилия «Южный Крест» (2006)
- Почётная награда МИД Украины I степени (2006)
- Нагрудный знак МИД Украины «За преданность дипломатической службе» (2013).